# سووی دو (نیش)
سووی دو (به صربی: Suvi Do) یک منطقهٔ مسکونی در صربستان است که در Palilula واقع شده‌است.